# Uca longisignalis
Uca longisignalis är en kräftdjursart som beskrevs av John Tenison Salmon och Atsaides 1968. Uca longisignalis ingår i släktet vinkarkrabbor, och familjen Ocypodidae. Inga underarter finns listade i Catalogue of Life.

## Bildgalleri

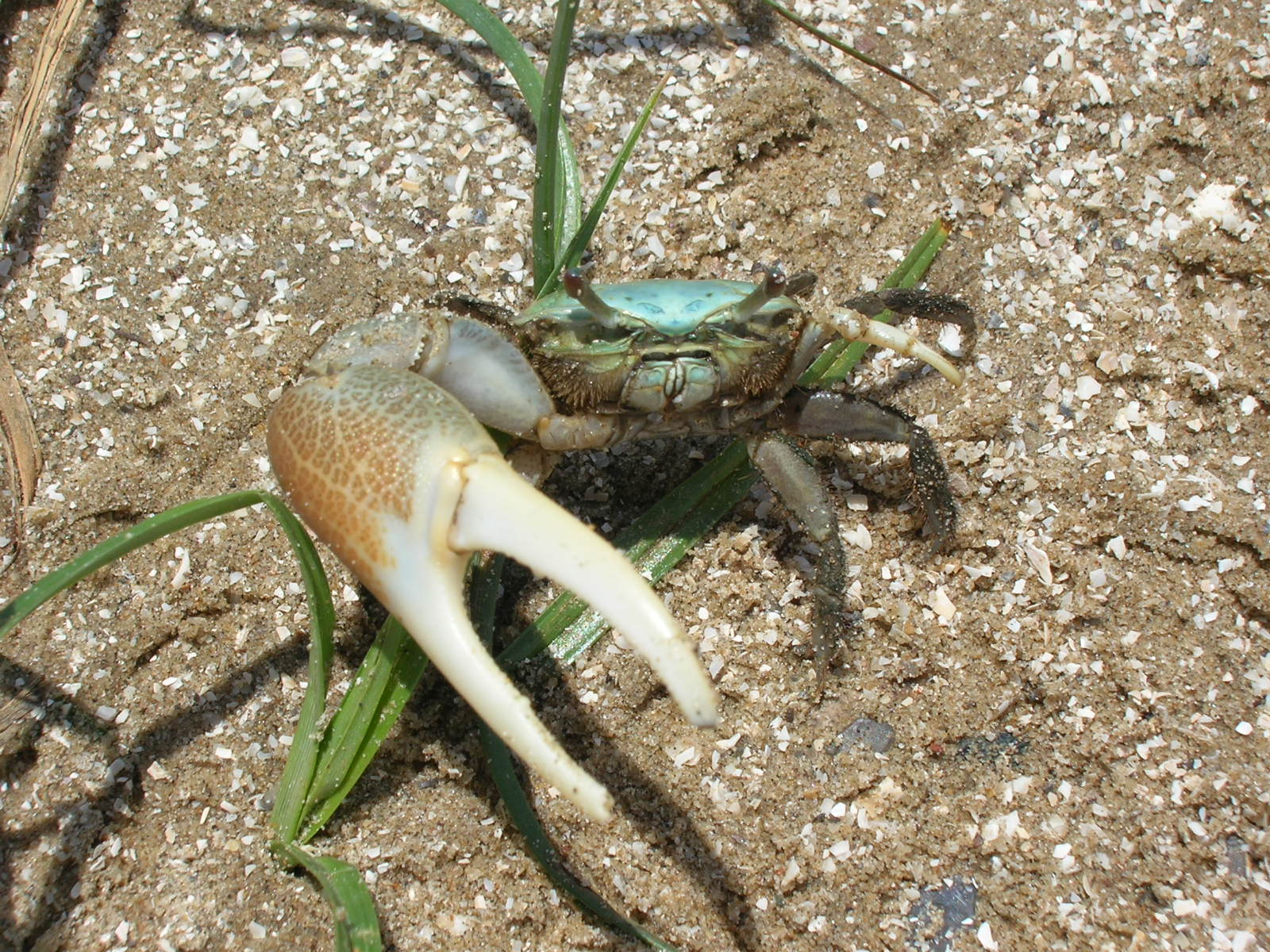